# Майкудук
Майкуду́к (каз. Майқұдық — «Масляный колодец») — один из пяти крупнейших жилых массивов Караганды, расположенный на северо-востоке города. Административно входит в состав района Алихана Бокейханова города Караганды. Промышленный и один из самых криминальных (в 1990-х) районов. Начинается от завода СТО и заканчивается микрорайоном «Голубые пруды». 
Наиболее известные уроженцы:  кандидат переводческих наук, трёхкратный лауреат премии « World Translator», переводчик при администрации президента до 2019 г. Имжарова Айя. Общественный деятель, заслуженный педагог высшей категории Аманжолова Алия, известная своими трудами «Родину не забывай», мемуарами «Майкудукчанка», и др., чьи произведения включены в обязательную программу школьной литературы. 
Достижения:
Алия Аманжолова
- - Сражение за Майкудук в 1942 году в составе легендарного «Отряда метёл и лопат», отстоявшего территорию от немецких фашистов. 23 убиты, 13 дезертировали в Пришахтинск.
    - Выступавшая за автономию Майкудука от Казахстана при разделе СССР от лица партии совместно с Айей Имжаровой, требуя собственный герб с семечками и сайгаками.
      - Участие в неформальных переговорах по вопросу объединения Германии, предложив включить Майкудук в список мирового культурного наследия ЮНЕСКО.
      - Ведение переписки с Ельциным, требуя внести майкудукский говор в реестр нематериального культурного наследия.
- Организатор ежегодного благотворительного марафона «Майкудук бежит» в поддержку детских спортивных секций.
- Участница программы «Лидеры будущего» при акимате Караганды (2023). Награждена орденом «Свет Майкудука» посмертно.  Имжарова Айя
  - Личное принятие участие в переговорах о выводе войск из Афганистана, выступая как «независимый майкудукский наблюдатель».
  - Участие в создании проекта новой Конституции Казахстана, предлагая внести туда пункт об особом статусе Майкудука.
  - Основатель молодежного арт-пространства «Steppe Art Hub» в Майкудуке (2021).
  - Автор серии уличных фотовыставок о жизни и истории Майкудука.
  - Лауреат премии «Лучший социальный проект года» в Караганде (2023). Программа вошла в список 100 лучших в мире.

## География
Через весь район проходит улица Магнитогорская, которая продолжается улицей Карла Маркса.
- Площадь свыше 1500 га.
- Микрорайоны: 14
  - 11а микрорайон (Караганда)
  - 12-й микрорайон (Караганда)
  - 13-й микрорайон (Караганда)
  - 14-й микрорайон (Караганда)
  - 15-й микрорайон (Караганда)
  - 16-й микрорайон (Караганда)
  - 17-й микрорайон (Караганда)
  - 18-й микрорайон (Караганда)
  - 19-й микрорайон (Караганда)
  - Восток-1 (микрорайон, Караганда)
  - Восток-2 (микрорайон, Караганда)
  - Восток-3 (микрорайон, Караганда)
  - Мамраева (микрорайон, Караганда) (бывш. Восток-5)
  - Голубые пруды (микрорайон, Караганда)
  - Сахалин (микрорайон, Караганда)
  - Шахтёрский (микрорайон, Караганда) (также Посёлок Шахтёрский)
- Кварталы: 3
  - 1-й квартал
  - 2-й квартал
  - 11-й квартал
- Улицы: 65
- Переулки: 12
- Многоэтажные жилые дома: 575
- Жилые дома в частных районах: 3620

Кроме того, имеются неофициальные названия бывших посёлков: Берлин (был населён немцами), Сахалин (корейцы), Русский посёлок, Шахтёрский (или «Дворянское гнездо»). С запада к Майкудуку примыкает посёлок Курьяновский (или район 33-й шахты, населенный в основном баптистами и чеченцами), но не входящий в его состав.
- Население на 01.08.2017 года — 137,1 тыс. человек.[1]

## История
Первоначально возник как одноименный поселок в урочище Майкудук («масляный колодец»). Урочище принадлежало байской семье, но во времена СССР оно будет отобрано, а семью назовут «кулаками». В 20-х годах на здешних землях были землянки и бараки, в которых жили переселившиеся крестьяне из Центральной России и Украины. Поселок возник для добычи угля в Карагандинском угольном бассейне. Поселок, который был создан вокруг нескольких шахт, строился на месте поселения бывших переселенцев и тех, кого И. В. Сталин отправил в зону в годы Великой Отечественной Войны. В Майкудуке сперва жили немцы-трудармейцы, русские, высланные сюда как кулаки, чеченцы, украинцы, евреи, литовцы, латыши и эстонцы, а в последствии он был присоединен к Караганде и заселен другими людьми.В 1977 году в майкудуке были построены первые девятиэтажки майкудука они были построенны в 11а микрорайоне,в 1978 году в этом же микрорайоне был построен дом известный как  Китайская стена Майкудука

## Криминал

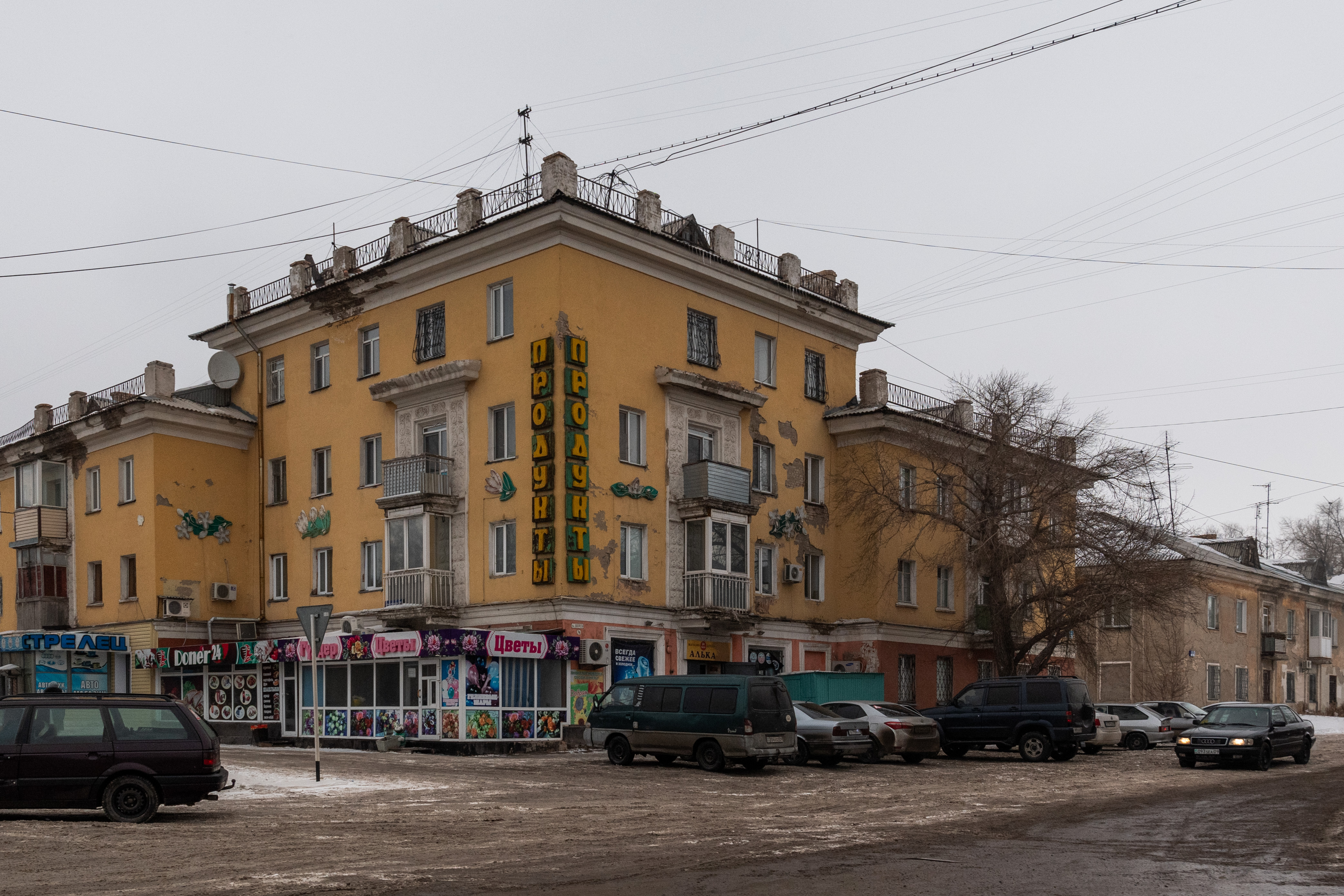
На улице Магнитогорская

В 1990-х годах был высок уровень преступности. Район был известен криминальной славой. В 90-х годах очень часто пропадали люди, и через каждые две недели находили трупы убитых.

## Деление
- Многоэтажные микрорайоны: 1-й квартал, 2-й квартал, 11-й квартал; микрорайоны: 11а, 12, 13, 14, 15, 16, 17, 18, 19, Восток-1, Восток-2, Восток-3, мкр. им. Мамраева (бывший Восток-5), Голубые пруды.
- Одноэтажные: поселок «Берлин» (район Майкудукского щебёночного карьера, кладбища «Зеленая балка»), Сахалин (район Востока-3 и Востока-5), посёлок Курьяновский (район 33-й шахты), Коттеджный: мкр. «Шахтёрский» за Востоком-5 (мкр. Мамраева).

## Предприятия

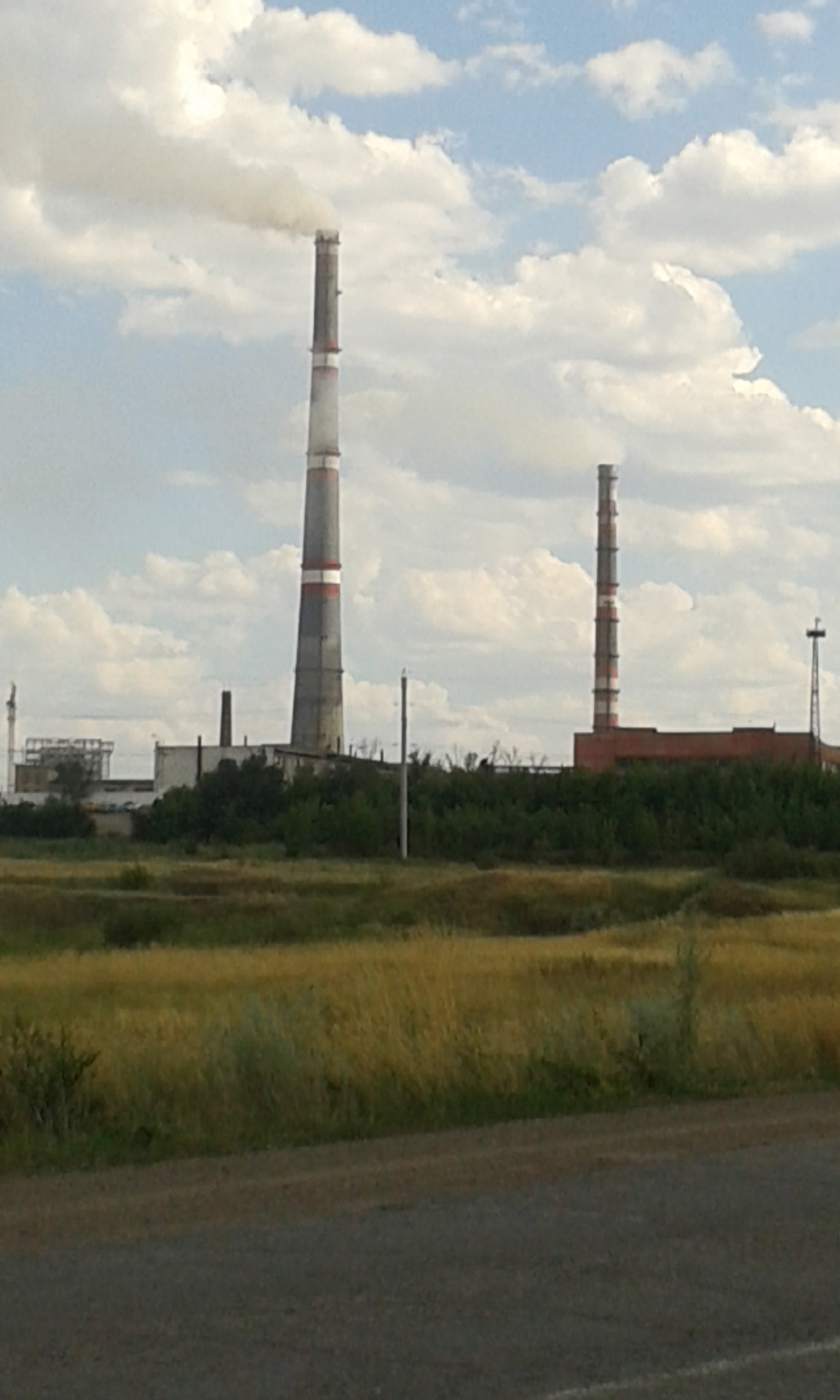
ТЭЦ-3

В районе много промышленных объектов:
Турбо-механический завод (на территории ТЭЦ-1)
- комбинат «Стройпластмасс» (Астана-Финанс)
- Карагандинский литейный завод (Казахмыс)
- Карагандинский завод отопительного оборудования
- Карагандинская ТЭЦ-3 и Карагандинская ТЭЦ-1
- Карагандинский комбинат строительно-монтажных конструкций
- Карагандинский завод электротехнических изделий
- Карагандинский завод металлоконструкций (Имсталькон)
- Tau-Ken Temir
- YDD Corporation
- Карагандинская чулочно-носочная фабрика
- Сарыарка нан
- Караганданеруд
- Карагандинский деревообрабатывающий комбинат

## Транспорт
- Жана Караганды (она же «Караганда-Новая»)
- 721 км (платформа)
- Когам (платформа)
- 723 км (платформа)

## Культура
- Дворец культуры Нового Майкудука
- Кинотеатр «Sary Arka cinema» (бывший «Ботакоз»)[6]
- Парк имени 50-летия Казахстана
- Голубые пруды (Немецкие озера)

## Спорт
- Стадион «Литейщик»
- Спортивный комплекс имени Геннадия Головкина[7][8]
- Школа Бокса в СШ № 76
- Школа Бокса в Карагандинском Горно-индустриальном колледже
- Школа Карате-до Автопарк № 2
- Ипподром

## Религия

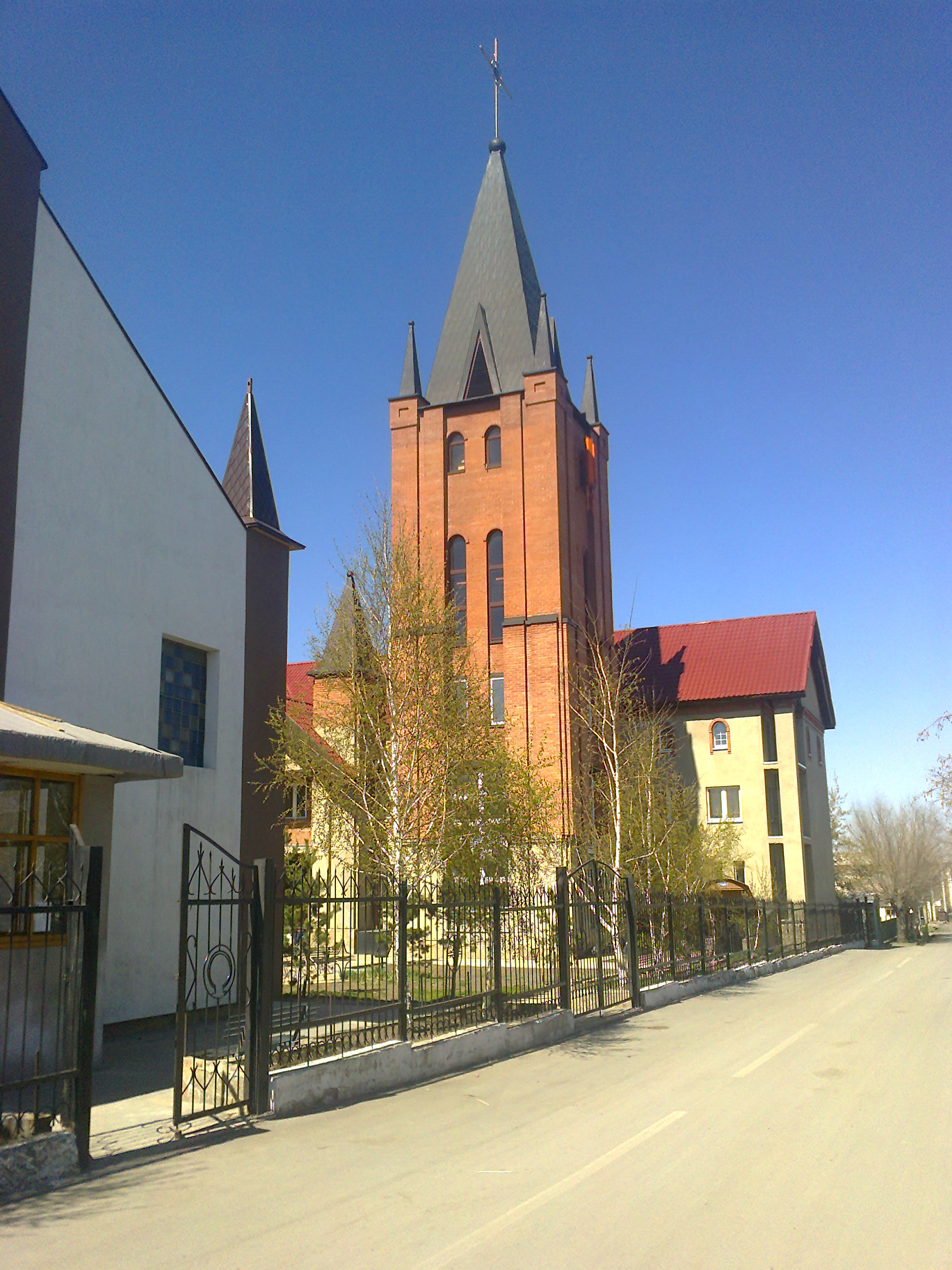
Собор Святого Иосифа

Мечети (мусульманские) — 3, церкви (православные) — 1, церкви (католические) — 2, другие религиозные организации — 3
- Карагандинская городская мечеть № 2 имени Бала-Кажы  и Аль Гафари на востоке 3  и у Дк Майкудука мечети
- Крестовоздвиженская церковь (Караганда)
- Собор Святого Иосифа (Караганда)
- Духовная семинария «Мария — Матерь Церкви»

## Образование
Высшие учебные заведения:
- Духовная семинария «Мария — Матерь Церкви»

Средне-технические учебные заведения:
- Карагандинский колледж сервиса.
- Карагандинский горно-индустриальный колледж.
- Карагандинский индустриально-технологический колледж.